# マリア・ヨーゼファ・フォン・ザクセン
マリア・ヨーゼファ・ルイーゼ・フィリッピーネ・エリーザベト・ピア・アンゲリカ・マルガレーテ・フォン・ザクセン（ドイツ語: Maria Josepha Luise Philippine Elisabeth Pia Angelika Margarete von Sachsen, 1867年5月31日 - 1944年5月28日）は、オーストリア大公オットー・フランツの妃。最後のオーストリア皇帝カール1世の母。

## 生涯
ザクセン王ゲオルクとその妃でポルトガル女王マリア2世の娘であるマリア・アンナの次女として生まれた。最後のザクセン王フリードリヒ・アウグスト3世は兄である。
1886年10月2日、フランツ・フェルディナント大公の弟で美男として知られたオットー・フランツと結婚した。マリア・ヨーゼファは非常に敬虔なカトリック教徒で、名うての女たらしで『華やかな大公』とあだ名されたオットーとの結婚生活を全うできたのは、彼女の強い信仰心あってこそといわれていた。カール・フランツ（のちの皇帝カール1世）とマクシミリアン・オイゲンの2男をもうけ、子供たちを父親の悪い影響から避けるために腐心したという。夫が長年の不摂生がたたって亡くなったとき、大げさな悲嘆を見せない彼女は逆に賞賛された。
第一次世界大戦中、マリア・ヨーゼファは急ごしらえで野戦病院に作り替えたウィーンのアウガーテン宮殿で傷病者の手当にあたった。
1919年、カール1世と皇后ツィタ一家らとともにオーストリアを離れ、亡命した。
第二次世界大戦中の1944年、バイエルン州シュロス・ヴィルデンヴァートで死去した。遺体はウィーンのカプツィーナー納骨堂に、夫の隣に葬られた。

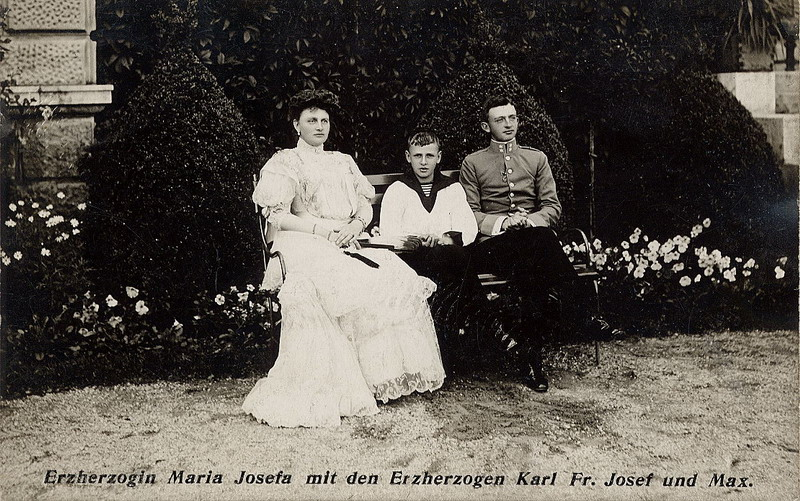
マリア・ヨーゼファ大公妃と息子達